# Ernesto Vidal
Ernesto José Vidal (* 15. November 1921 in Buje; † 13. Juni 1974 in Córdoba) war ein italienisch-uruguayischer Fußballspieler, der mit der uruguayischen Fußballnationalmannschaft an der Fußballweltmeisterschaft 1950 teilnahm und dort den Titel gewann.

## Karriere

### Vereinslaufbahn
Der 1,68 Meter große Ernesto Vidal wurde im Jahre 1921 in Buje, einer Stadt auf der heute zu Kroatien gehörenden Halbinsel Istrien geboren, die damals zu Italien gehörte. Er emigrierte zusammen mit seinen Eltern nach Südamerika. Im Alter von 20 Jahren schloss er sich in Argentinien Rosario Central an, wo er zunächst in der Reserve spielte. Bei den Argentiniern debütierte er im Jahr 1941 sodann in der Ersten Mannschaft. 1942 feierte er mit dem Verein den Zweitligameistertitel. Ab 1944 setzte er seine fußballerische Karriere bei CA Peñarol fort, einem der beiden Spitzenvereine von Uruguay.wo er bis 1953 blieb. In Montevideo spielte Vidal zusammen mit anderen uruguayischen Größen der damaligen Zeit wie Alcides Ghiggia, Roque Máspoli und Obdulio Varela. Er errang er mit Peñarol in den Jahren 1944, 1945, 1949, 1951 und 1953  fünf uruguayische Meisterschaften. Vidal wechselte danach nach Italien zum AC Florenz, wo er in den Spielzeiten 1953/54 und 1954/55 insgesamt 29 Spiele in der Serie A bestritt, in denen er sechs Tore erzielte. Seine letzte station war der damalige Erstligist Pro Patria Calcio. Dort ist lediglich ein Einsatz für ihn verzeichnet.

### Nationalmannschaft
Einen Monat vor der Weltmeisterschaft 1950 wurde er naturalisiert und uruguayischer Bürger. In der Nationalmannschaft Uruguays brachte es Vidal zwischen dem 2. Juli 1950 und dem 16. April 1952 zu acht Einsätzen, in denen ihm zwei Tore gelangen. 1950 wurde er, ohne ein Länderspiel absolviert zu haben, von Uruguays Nationaltrainer Juan López ins Aufgebot für die Fußball-Weltmeisterschaft in Brasilien berufen. Er kam bei dem Turnier in fast allen Spielen der Uruguayer zum Einsatz. Im Vorrundenspiel gegen Bolivien (8:0) schoss er eines seiner zwei Länderspieltore zum zwischenzeitlichen 3:0 in der 18. Spielminute. Des Weiteren wurde er in den Finalrundenpartien gegen Spanien (2:2) und Schweden (3:2) eingesetzt, schoss aber kein Tor. Einzig das entscheidende Finalrundenspiel gegen Brasilien verpasste er. In diesem Spiel sicherte sich die uruguayische Nationalmannschaft ihren zweiten Weltmeistertitel nach 1930, nachdem man vor geschätzten 200.000 Zuschauern im Maracanã zu Rio de Janeiro mit 2:1 gegen den Gastgeber gewann.

### Erfolge
- Weltmeister 1950
- Uruguayischer Meister: 1944, 1945, 1949, 1951, 1953